# 메이크어스
메이크어스(Makeus)는 모바일 시대 밀레니얼 및 Z 세대를 위한 콘텐츠와 미디어, 라이프스타일을 생산 및 제공하는 기업이다. 
모바일 콘텐츠를 선보이는 디지털 미디어 방송국 딩고(DINGO)를 운영하고 있으며, 대표적인 채널로는 딩고 프리스타일/딩고 뮤직이 있다.“[도전 DNA 되살리자] ‘메이크어스' 우상범 대표, “비전에 어제보다 오늘 더 확신해요””. 《국민일보》. 2018년 3월 12일. 2020년 2월 24일에 확인함.</ref>.

## 주요 사업
딩고(Dingo)는 메이크어스를 대표하는 미디어 브랜드로, 모바일 환경에 최적화된 영상 콘텐츠를 제작하는 디지털 콘텐츠 제작소이자 멀티채널 브랜드다. 딩고는 'It's time to DINGO!'의 슬로건을 표방하며 다양하고 멋진 콘텐츠를 선보인다는 의미를 담고 있다. VI(Visual Identity)인 딩고는 야생화된 강아지로서 크리에이터의 자유로운 창작활동을 의미한다. 
딩고는 모바일 환경에서 사용자들이 선호하는 장르를 하위 카테고리로 구분해, 딩고 뮤직, 딩고 프리스타일, 딩고 무비, 딩고 트래블, 딩고 스토리, 띵고, 딩고 푸드, 딩고 뷰티 등의 채널을 통합적으로 운영한다. 가요, 힙합뮤직 중심의 '딩고뮤직', 국내 대표 힙합 컬처채널 '딩고 프리스타일(DF)' 등에서는 세로라이브, 이슬라이브, 마음으로 보는 라이브, 100초, DF LIVE 등의 인기 콘텐츠를 선보인다. 
유튜브 '딩고' 채널 총 구독자 수는 1000만명을 돌파했으며, 유튜브 채널 총 조회 수는 약 37억뷰(2019년 12월 기준)를 넘었다. 인스타그램, 페이스북, 네이버캐스트 등 전 채널 누적 구독자 수는 3700만 이상이다. 

## 투자 유치
(주) 메이크어스는 현재 Series C 단계 투자를 성공적으로 유치했다. 대표이사 우상범의 지휘 아래 알파 자산운용 등 회사로부터 약 +100억 원의 투자를 유치했다.

## 같이 보기
- 어비스 컴퍼니 - 연예기획 자회사